# 31 (tal)
31 (trettioett) är det naturliga talet som följer 30 och som följs av 32.
- Det är Nederländernas landsnummer.

## Inom matematiken
- 31 är ett udda tal.
- 31 är det 11:e primtalet efter 29 och före 37
- 31 är ett Mersenneprimtal
- 31 är primtalstvilling med 29
- 31 är ett extraordinärt tal
- 31 är ett kvadratfritt tal
- 31 är ett latmirp
- 31 är ett centrerat triangeltal
- 31 är ett centrerat pentagontal
- 31 är ett centrerat dekagontal
- 31 är ett Pentanaccital.
- 31 är ett palindromtal i det binära talsystemet.
- 31 är ett palindromtal i det kvinära talsystemet.

## Inom vetenskapen
- Gallium, atomnummer 31
- 31 Euphrosyne, en asteroid
- Messier 13, spiralgalax i Andromeda, Messiers katalog